# Semiarundinaria
Semiarundinaria es un género de bambús de la familia de las Poáceas.  Es originario de China, Japón y Vietnam.

## Citología
El número cromosómico básico es x = 12, con números cromosómicos somáticos de 2n = 48. Tetraploides. Los cromosomas son relativamente pequeños.

## Especies
- Semiarundinaria densiflora (Rendle) T.H.Wen (Brachystachyum densiflorum)
- Semiarundinaria fastuosa (Mitford) Makino
- Semiarundinaria kagamiana Makino
- Semiarundinaria makinoi
- Semiarundinaria okuboi
- Semiarundinaria pantlingii (Gamble) Nakai
- Semiarundinaria sinica T.H.Wen
- Semiarundinaria yashadake (Makino ex Shiros.) Makino